# Centromochlus existimatus
Centromochlus existimatus är en fiskart som beskrevs av Mees, 1974. Centromochlus existimatus ingår i släktet Centromochlus och familjen Auchenipteridae. Inga underarter finns listade i Catalogue of Life.